# 愛をつづる詩
『愛をつづる詩』（あいをつづるうた、原題：Yes）は、2004年のアメリカ合衆国とイギリスの合作映画。

## キャスト
- ジョアン・アレン：彼女
- シモン・アブカリアン：彼
- サム・ニール：アンソニー
- シャーリー・ヘンダーソン：掃除婦
- シーラ・ハンコック：叔母
- サマンサ・ボンド：ケイト
- ステファニーレオニダス：グレイス
- ゲイリー・ルイス：ビリー
- ウィル・ジョンソン：ヴァージル
- レイモンド・ウォリング：ウィザー

## スタッフ
- 監督・脚本：サリー・ポッター
- 製作総指揮：ジョン・ペノッティ、ポール・トリビッツ、フィッシャー・スティーヴンス、セドリック・ジーンソン
- 製作：クリストファー・シェパード、アンドリュー・ファイアバーグ
- 撮影：アレクセイ・ロディオノフ
- 編集：ダニエル・ゴダール
- 美術：カルロス・コンティ
- 衣装：ジャクリーン・デュラン
- 録音：ジャン＝ポール・ミュゲル、ヴァンサン・トュリ

## 賞詞
受賞
ブリスベン国際映画祭
シアトル国際映画祭 主演女優賞
ノミネート
イギリスインディペンデント映画賞 主演女優賞
エムデン国際映画祭 作品賞